# E8 (数学)

E_{8}

E8とは、248次元, 階数8の例外型単純リー群である。アントニー・ギャレット・リージは、2007年 "An Exceptionally Simple Theory of Everything" において、E8の幾何構造に基づく万物の理論を発表している。